# Aurora Alonso
Aurora Alonso (21 de abril de 1929 Estado de México-11 de junio de 2004 Ciudad de México) fue una actriz mexicana con trayectoria en cine y televisión. Reconocida por su papel de "Gumara" en la serie cómica Papá soltero.

## Datos biográficos
Aurora empezó su carrera como actriz en la película No hay cruces en el mar en 1968. Desde entonces participó en más de treinta películas, entre las que se encuentran: Yesenia, La venida del rey Olmos, Bajo la metralla, El rey de la vecindad y De muerte natural, entre otras. La primera telenovela en la que participó fue Gabriel y Gabriela de 1982 protagonizada por Ana Martín. Desde entonces también desarrolló una amplia carrera en telenovelas, entre las cuales están: El ángel caído, Amor en silencio, Amor de nadie, El privilegio de amar y Locura de amor. Pero su personaje más famoso fue el que realizó en la exitosa serie Papá soltero. Allí interpretó a Gumara, la simpática sirvienta de la familia protagonista, encabezada por César Costa. La serie se mantuvo al aire durante siete años, al finalizar se realizó una película, Me tengo que casar, en la que Aurora volvió a interpretar a la entrañable empleada.
Aurora nunca se casó ni tuvo hijos, aunque en una entrevista para la revista Teleguía en los 80 confesó que ganas no le faltaron: «Nunca se dio... hubo muchos novios que quise atrapar, pero no se dejaron, y eso que no estaba tan gorda.»
Aurora Alonso falleció el 11 de junio de 2004 a los 75 años de edad.

## Filmografía

### Telenovelas
- Entre el amor y el odio (2002) .... Prudencia
- Locura de amor (2000) .... Herminia López
- El privilegio de amar (1998-1999) .... Imelda Salazar
- No tengo madre (1997) .... Doña Cata
- Confidente de secundaria (1996) .... Delia
- Amor de nadie (1990-1991) .... Terencia
- Amor en silencio (1988) .... Gudelia
- Victoria (1987-1988) .... Bertha
- Pobre juventud (1986-1987) .... Casilda
- El ángel caído (1985-1986) .... Felicitas Nava
- Tú eres mi destino (1984) .... Vicenta
- Gabriel y Gabriela (1982-1983)

### Series de TV
- Mujer, casos de la vida real (2000-2003)
- Denuez en cuando (1999) Capítulo: "Mujer cosas de la villa real"
- Papá soltero (1987-1994) .... Gumara

### Películas
- En las manos de Dios (1996)
- De muerte natural (1996)
- Me tengo que casar/Papá soltero (1995) .... Gumara (Ayudante del Hogar)
- El ganador (1992)
- Hembras de tierra caliente (1991)
- Narcosatánicos diabólicos (1991)
- Un corazón para dos (1990)
- Programado para morir (1989)
- El gran relajo mexicano (1988)
- Cinco nacos asaltan Las Vegas (1987)
- Juan Polainas (1987)
- Picardía mexicana 3 (1986)
- Víctimas de la pobreza (1986) .... Doña Chole
- Sinvergüenza pero honrado (1985) .... Lupe
- Cayendo el muerto soltando el llanto (1985)
- El rey de la vecindad (1985) .... Chonita
- El sinvergüenza (1983) .... Lupe
- Bajo la metralla (1983) .... Carlota Serrano de Durazo
- El sexo de los pobres (1983)
- Las fabulosas del Reventón 2 (1983)
- Viva el chubasco (1983)
- Las ovejas descarriadas (1983)
- Los ojos de un niño (1982)
- Noche de juerga (1981)
- La venida del rey Olmos (1975)
- Fe, esperanza y caridad (1974) .... En el segmento de 'Caridad' (Vecina)
- Mi amorcito de Suecia (1974)
- Lágrimas de mi barrio (1973)
- La satánica (1973)
- Yesenia (1971)
- La sangre enemiga (1971)
- Las golfas (1969)
- No hay cruces en el mar (1968)